# Dyess, Arkansas
Dyess, Arkansas (енгл. Dyess) град је у америчкој савезној држави Арканзас.

## Демографија
По попису из 2010. године број становника је 410, што је 105 (-20,4%) становника мање него 2000. године.
| Група             | 2000.       | 2010.       |
| Белци             | 452 (87,8%) | 341 (83,2%) |
| Афроамериканци    | 11 (2,1%)   | 5 (1,2%)    |
| Азијати           | 1 (0,2%)    | 0 (0,0%)    |
| Хиспаноамериканци | 49 (9,5%)   | 56 (13,7%)  |
| Укупно            | 515         | 410         |